# Mantegna Tarocchi

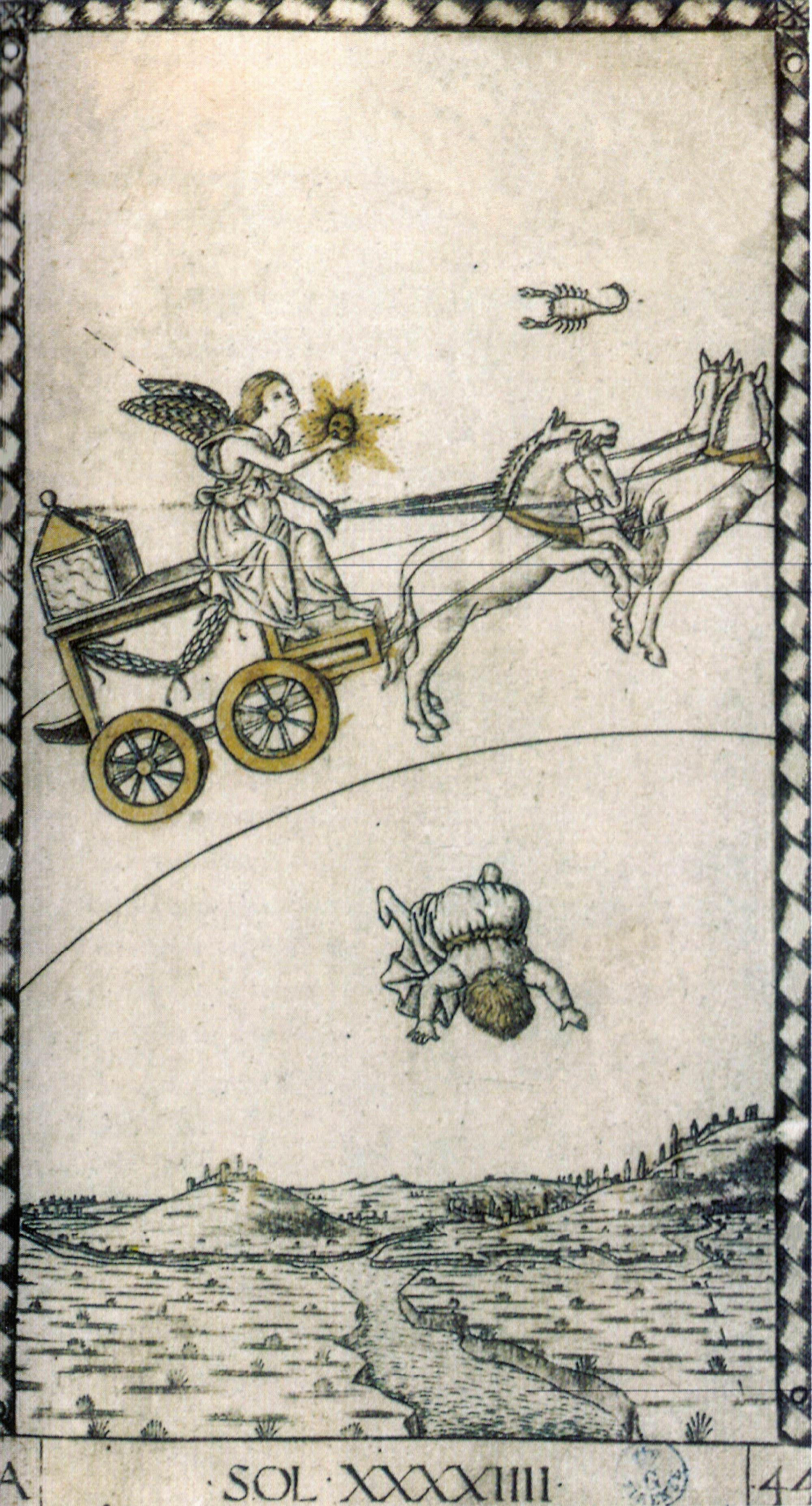
Grabado no. A 44, Sol (El Sol), de la serie E.

Los Tarocchi de Mantegna, también conocidos como las Cartas del Tarocchi, Tarocchi al estilo de Mantegna o Cartas Baldini, son dos series de cincuenta grabados de antiguos maestros italianos del siglo XV, realizadas por dos artistas desconocidos diferentes. Las series se conocen como cartas del Tarocchi de la serie E y cartas del Tarocchi de la serie S (o serie E, serie e, etc.), y sus artistas son conocidos como el "Maestro del Tarochi de la serie E" y el "Maestro del Tarocchi de la serie S". También se conservan varias copias y versiones posteriores. A pesar de su nombre, son ayudas visuales educativas, que muestran personificaciones de clases sociales o abstracciones.

## Nombre equivocado
El nombre parece ser una confusión equivocada por parte de escritores posteriores con el juego de cartas contemporáneo del Tarocco (Tarot), que incluye muchas cartas con imágenes adicionales. Estos no son ni naipes para jugar ni cartas del tarot para adivinar, sino que presumiblemente eran herramientas educativas para niños de clase alta, aunque no sobrevive documentación de su uso. Sobreviven algunos conjuntos encuadernados en forma de libro en fechas tempranas (p. ej. BNF, París y Pavía), y todos los ejemplos están impresos en hojas individuales de papel delgado. Ejemplos en Cincinnati y Nueva York tienen rastros de coloración a mano en oro, que es muy raro en las impresiones.
Los historiadores del arte ya no creen que Andrea Mantegna fuera el grabador de ninguno de ellos, como se pensaba hasta el siglo XIX, pero el nombre todavía se utiliza, principalmente con los "llamados Tarocchi de Mantegna". Baccio Baldini fue un grabador florentino que también fue considerado como un posible autor en el pasado, de ahí el nombre también utilizado en el pasado de  Cartas Baldini o Tarocchi. Debido a las similitudes con el estilo del Salone dei Mesi del Palazzo Schifanoia en Ferrara, hay un consenso creciente de que los grabados fueron realizados por artistas que trabajaban con Francesco del Cossa, en la corte de los Este.

## SerieEyS
Siguen siendo ejemplos importantes del grabado italiano, y son propiedad en su mayoría de museos como parte de sus colecciones de grabados de antiguos maestros. Los dos conjuntos originales se denominan serie E y serie S, de los cuales la serie E generalmente se considera la más antigua (ya que AM Hind hizo el caso). En general, es la mejor grabada, y generalmente la mejor impresa de los dos. Las diferencias entre los dos muestran que el Maestro de la Serie E era más consciente de las fuentes literarias de sus imágenes. La mayoría de las imágenes se invierten entre las series (es decir, imágenes especulares).
Su lugar y fechas de creación todavía se debaten, pero Ferrara alrededor de 1465 (serie E) y 1470-5 (serie S) se consideran las más probables. Algunas de las imágenes están copiadas en un manuscrito fechado en 1467, que se cree da un término ante quem para la serie E.
Los títulos de algunas cartas están escritos en dialecto ferrarés o veneciano: "Doxe" para Dux o Duque, y "Artixan" para artesano. Algunos temas fueron copiados de naipes, y otros de otras fuentes en el arte contemporáneo. Otros diseños tuvieron que ser inventados. Dos grabados sobre temas muy diferentes se han atribuido generalmente al desconocido "Maestro del Tarocchi de la serie E", y uno al "Maestro del Tarocchi de la serie S".

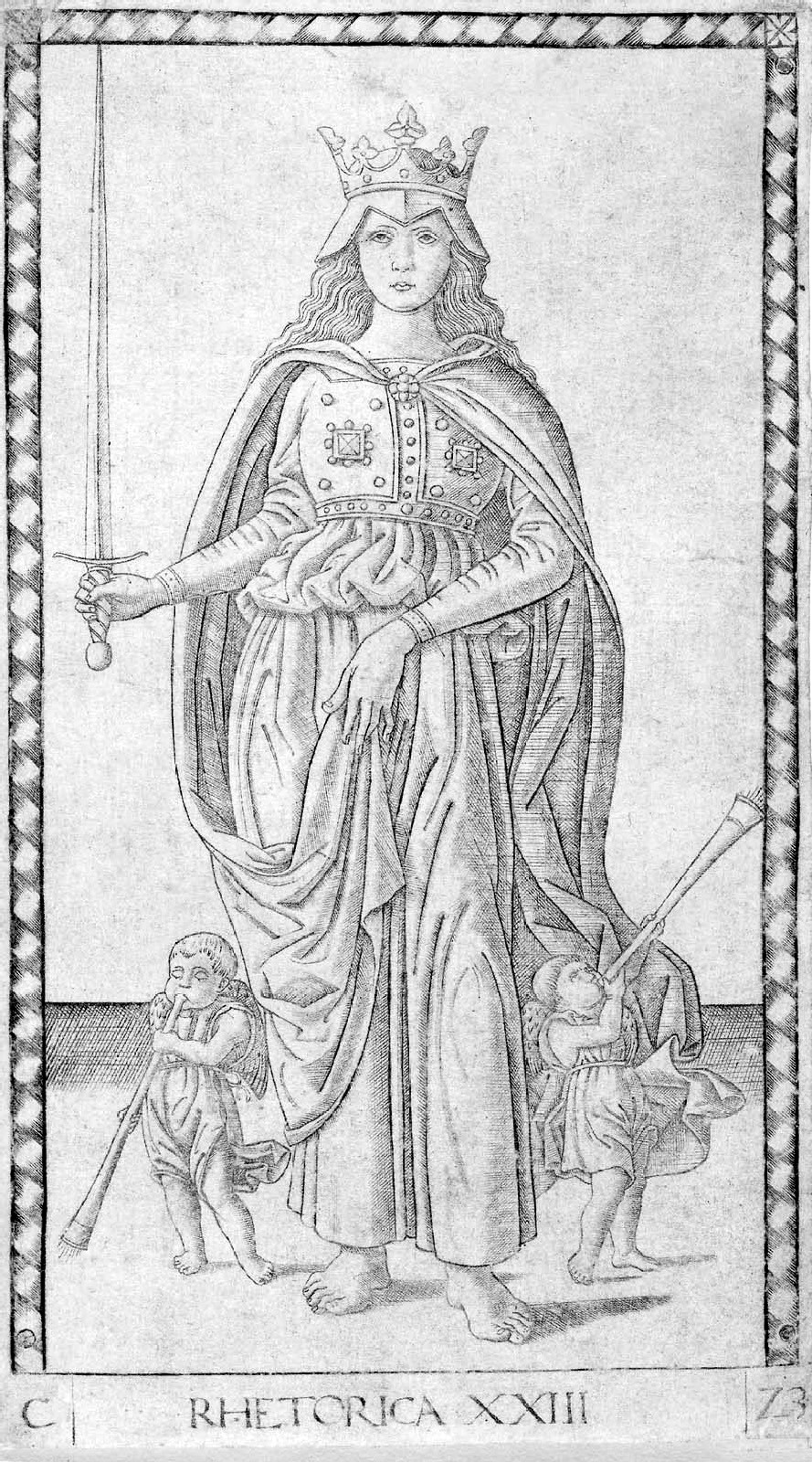
N.o C 23, Retórica (La retórica), serie E.

## Contenido de los conjuntos
En términos de cartas, todas son tarjetas de "imagen" o "corte". Está el nombre y número de la carta en números romanos en la parte inferior, y la letra mayúscula del grupo y el número en números arábigos en cuadrados en las esquinas inferiores. Todos tienen bordes decorativos sencillos. Los temas están agrupados en cinco secuencias numeradas: 1-10, 11-20, 21-30, 31-40 y 41-50, cada grupo consta de diez grabados:
- E/S (1-10): Condiciones del Hombre - Jerarquía de personas, desde el mendigo hasta el emperador y el Papa:

1 Mendigo (Misero)
2 Siervo (Fameio)
3 Artesano (Artixan)
4 Comerciante (Merchadante)
5 Gentilhombre (Zintilomo)
6 Caballero (Chavalier)
7 Dux (Doxe)
8 Rey (Re)
9 Emperador (Imperator)
10 Papa (Papa)
- D (11-20): Las nueve Musas y Apolo
- C (21-30): Las siete artes liberales y otros tres campos de estudio de la época: Filosofía, Poesía y Teología representadas sobre la base de las descripciones dadas por el autor de la antigüedad tardía Martianus Capella
- B (31-40): 3 Genios de la luz: Genio del Sol (Iliaco), Genio del Tiempo (Chronico) y Genio del mundo (Cosmico), y las Siete virtudes
- A (41-50): Las siete esferas del Sol, la Luna y los cinco planetas tradicionales (Mercurio, Venus, Marte, Júpiter y Saturno), la octava esfera (Octava Spera) de las estrellas fijas, el Primum Mobile y la Prima Causa (Primera Causa, Dios)

El conjunto completo es un modelo humanístico del cosmos renacentista. La letra "E" del primer grupo, que en italiano significa "Estados" (del Hombre), se cambió por la letra "S" de "Estaciones" entre las series E y S, de ahí los nombres de las dos series.

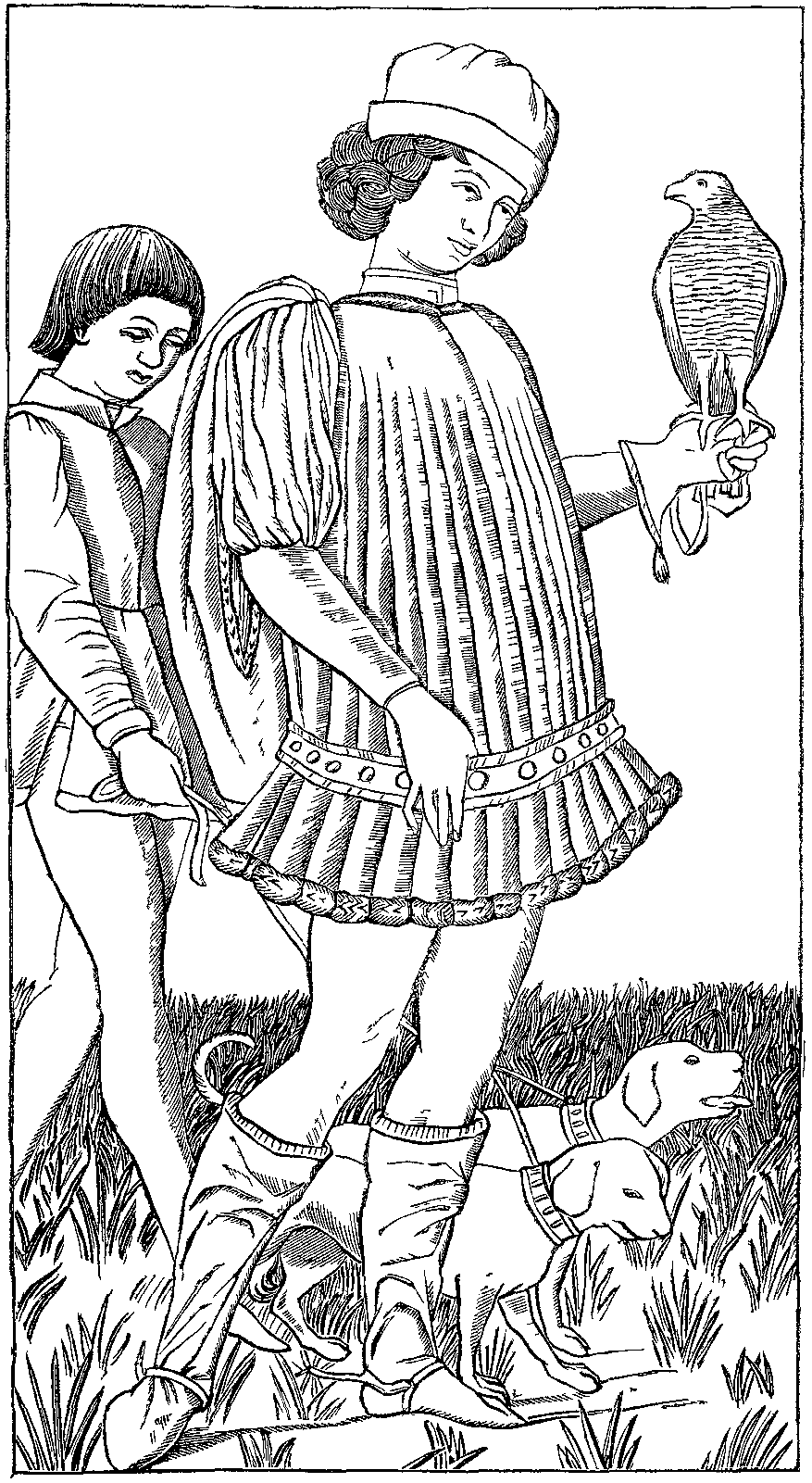
No. 5, Zintilomo (El gentilhombre)
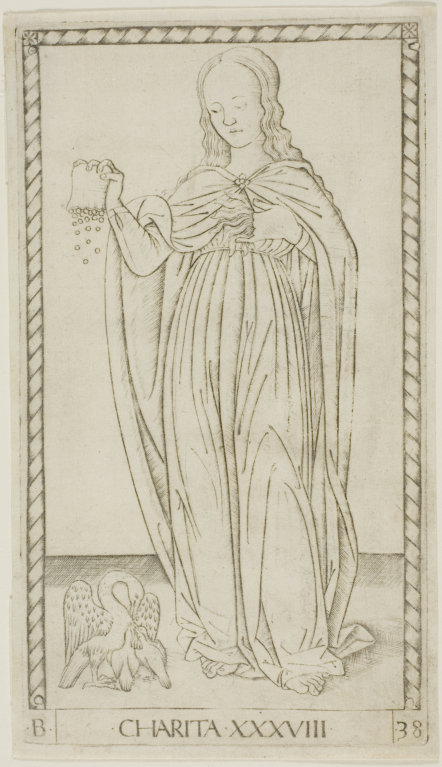
E-Series, B 38, Caridad
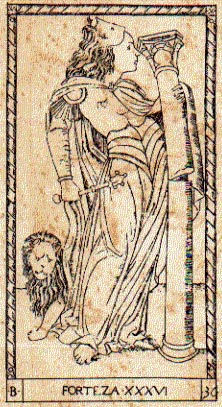
No. 36, Fortaleza
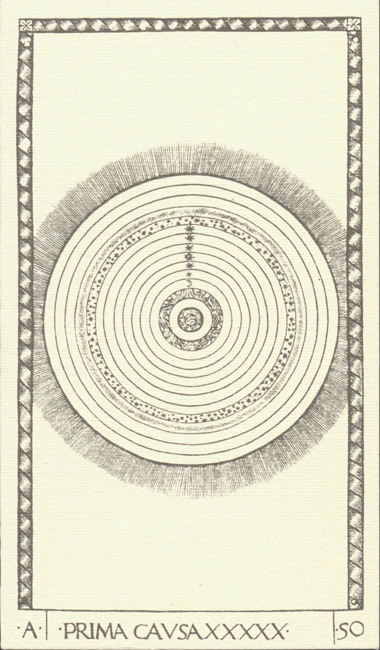
No. A 50, E-Series, Prima causa (Primera Causa, Dios)

## Versiones posteriores
Hubo versiones copiadas más tarde, principalmente por artistas alemanes:
- Michael Wolgemut 1493-1497 (Maestro de Durero) intentó realizar un proyecto de libro.
- Alberto Durero hizo copias de varios de ellos durante sus visitas a Italia entre 1495 y 1505, probablemente solo para su propia referencia.
- Johann Ladenspelder en Colonia produjo hacia 1550 una copia completa de la serie E.
- Andrea Ghisi (principios del siglo XVII) incorporó las figuras dentro de un juego, el juego del laberinto, añadiendo algunos motivos nuevos.
- Cécile Reims (París, nacido en 1927) grabó 14 cartas del tarot del pseudo Tarocchi Mantegna, todas ellas visibles en la Calcografía del Louvre.[5]